# Quercus lobbii
Espèce
Synonymes
- Cyclobalanopsis lineata var. lobbii (Hook. f. & Thomson ex Wenz.) Schottky[1]
- Quercus lineata var. lobbii (Ettingsh.) Wenz.[1]

Quercus lobbii est une espèce de chênes du sous-genre Cyclobalanopsis. L'espèce est présente en Inde et en Chine.